# Halfordia papuana
Halfordia papuana là một loài thực vật thuộc họ Rutaceae. Đây là loài đặc hữu của Papua New Guinea. Chúng hiện đang bị đe dọa vì mất môi trường sống.